# لیکوالیکایی سینه‌گندمی
لیکوالیکایی سینه‌گندمی (نام علمی: Spelaeornis longicaudatus) گونه‌ای از پرندگان خانواده لیک. یان جهان قدیم و بومی تپه‌های کاسی در شمال شرقی هند است.
زیستگاه طبیعی آن جنگل‌های کوهستانی نمناک نیمه‌گرمسیری یا گرمسیری است. نابودی زیستگاه آن را تهدید می‌کند.